# Tippu Tip
Tippu Tib o Tip (1837 - 14 de junio de 1905), cuyo verdadero nombre era Hamed bin Mohammed el Maryebi, fue un poderoso comerciante de esclavos suajili originario de Zanzíbar.

## Biografía
A través de su vida fue conocido como Tippu Tib, que significa "el recolector de riqueza". Según él mismo, el apodo Tippu Tip le fue dado por el sonido de los mosquetes, la principal arma de los traficantes de esclavos, durante sus expediciones por el territorio de Chungu.
El primer viaje comercial de Tippu Tib al interior de África fue a fines de la década de 1850 o principios de 1860, acompañado solo por unos pocos hombres. A finales de la década de 1860 lideraba expediciones de 4000 hombres, y poco después comenzó a establecer un estado bastante poco organizado en la cuenca oriental y central del río Congo. Al gobernar sobre un área cada vez más grande en la década de 1870, confirmó a los jefes locales o los reemplazó por regentes leales. Sus principales intereses, sin embargo, eran comerciales; estableció el monopolio del comercio de marfil, construyó caminos y comenzó a desarrollar plantaciones alrededor de los principales asentamientos árabes, incluido Kasongo en la parte superior del río Congo, donde él mismo se estableció en 1875.
Entre 1876 y 1877 acompañó al explorador Henry Morton Stanley en una expedición por el río Congo. A principios de la década de 1880, se unió al sultán Barghash de Zanzíbar, quien esperaba usarlo para extender la influencia árabe en la región del Congo contra la amenaza de la Asociación Internacional del Congo del rey Leopoldo ll de Bélgica. En 1883 Tippu Tib trató de conquistar la mayor parte de la cuenca del Congo en nombre de Barghash. Permaneció en el Congo hasta 1886, cuando volvió a ir a Zanzíbar.
Para entonces, la reclamación de Leopoldo de la cuenca del Congo había sido reconocida por otras naciones europeas, y Tippu Tib aparentemente había decidido que era inevitable un acuerdo con la Asociación Internacional. En febrero de 1887 firmó un acuerdo que lo convertía en gobernador del distrito de las Cataratas en el Estado Libre del Congo. Los europeos esperaban que mantuviera bajo control a todos los comerciantes árabes en el área, pero no le proporcionaban las armas necesarias, y muchos árabes estaban resentidos por su alianza con los europeos contra ellos. En abril de 1890 dejó la zona y regresó a Zanzíbar.
Sin embargo, en 1892 estalló una guerra entre Tippu Tip y el Estado Libre por la explotación de los recursos del curso superior del río Congo. La Force Publique, el ejército del Estado Libre, consiguió vencer gracias a la superioridad de su armamento. En 1893 los hombres de Tippu Tip perdieron la ciudad de Nyangwe y poco después Ujiji. Las hostilidades terminaron el 20 de octubre de 1893 y la Force Publique retomó el control del territorio en enero de 1894.
Tippu Tip se retiró, escribió su autobiografía, la primera escrita en idioma suajili, y murió en 1905 en su casa de Stone Town, la principal ciudad de Zanzíbar.
Dr. Heinrich Brode, quien conoció personalmente a Tippu Tip, se encargó de traducir su obra al latín y al alemán. Posteriormente, la obra de Brode fue traducida al inglés por Havelock cuya obra se publicó en el año 1907. En 1958 W. H. Whitely volvió a traducir la obra, pero esta vez para ser publicada de forma bilingüe, en inglés y suajili.